# Linked open data
Les Linked Open Data, ou données ouvertes liées, parfois données ouvertes et liées, consiste à rendre libre de toute licence des bases de données préalablement liées entre elles selon le modèle du Linked Data de Tim Berners-Lee. Ce système rend la recherche sur le Web plus efficace et dynamique pour l'utilisateur en reliant d'autres sources d'informations pertinentes et insoupçonnées à la recherche initiale. Le fait que les données soient libres permet leur accès et leur réutilisation sans aucune restriction. 
Le Linked Open Data s'inscrit dans le Web sémantique (ou Web 3.0) qui est un Web de données. À la différence du Web 1.0 qui regroupe quantité de documents individuels sous la forme de silos de données isolés des uns des autres, le Web des données est constitué de données brutes respectant toutes les mêmes standards du Web, ce qui rend leur utilisation, leur partage et leur interopérabilité très facile. Le Web des données prend forme à travers un modèle proposé par le W3C : le Web sémantique, qui est un modèle commun permettant le partage et la réutilisation de données sont surtout présent par l’entremise d’une application, d’une compagnie ou d’une communauté.[pas clair] La publication de cette immense quantité de données dans un format standard peut être traitée par des outils du Web sémantique. L'accessibilité doit être garantie autant aux données qu'aux liens entre celles-ci afin de créer une vaste toile d'information et de connaissances. 

Représentation en carte heuristique des relations entre les données ouvertes de DBpedia et divers autres projets du Web en 2007.

Représentation des relations entre DBpedia et divers autres projets du Web en 2009.

Le même réseau que ci-dessus, mais en 2010, chaque couleur présentant un type de domaine (ex : Sciences de la vie en rose)

## Enjeux
Cette approche est devenue un modèle de structuration normalisée du web des données ouvertes ainsi constitué en réseau plus cohérent et efficient de données (et au-delà de sites internet), qui s'inscrit dans l'Informatique durable (grâce à plus de transparence, et moins de consommation de serveurs, économies d'énergie et de temps... à service rendu égal ou amélioré).
De nombreux auteurs tels que Mihaela Mathieu, Antoine Zimmermann, Olivier Boissier, et Philippe Beaune, de l'ENSM-SE, estiment que la puissance des données ouvertes et liées (sémantiquement enrichi) peut beaucoup apporter à la dynamique du développement durable et donner de l'efficience et du sens au Web.

## Principes techniques
Le Linked Open Data repose sur 4 principes de base essentiels
1. Les données doivent être libres de toute licence pour que des liens soient facilement faits entre elles.
2. Chaque lien utilise le modèle Resource Description Framework (RDF). Un RDF triplet est une association triple de liens soi: sujet-prédicat-objet. Ce modèle permet de décrire formellement les ressources Web et leurs métadonnées, afin d'en permettre un traitement automatique et une certaine interopérabilité).
3. Afin d'être localisée, chaque ressource possède un nom de référence, unique et permanent en ligne, Uniform Ressource Identifier (URI).
4. Les données doivent être mises en ligne suivant le protocole standard HTTP.

## Histoire
Le linked open data est étroitement lié à l'essor du web sémantique. Ce dernier est à la base une idée de l'inventeur même du web, Tim Berners-Lee, qui publie en 2001 un article présentant le concept de web sémantique. L'idée présentée peine à percer et à se concrétiser, sans doute à cause de la complexité technique sous-jacente. En 2006, Berners-Lee publie un second article, intitulé simplement Linked Data. Le concept commence alors à se populariser et gagne en visibilité. 
La plus grande partie des données  « ouvertes et liées » du Web étaient d'abord concentrées dans le web anglophone, mais avec des données déjà liées au-delà des frontières linguistiques (comme dans Wikipédia grâce aux liens interlangue, aujourd'hui pris en charge par Wikidata), 
Puis l'intégration de liens dans d'autres langues (dont le français) ont permis au reste du monde (dont à la francophonie) de commencer à s'approprier ce mode d'exploitation de l'internet. Wikipédia est en outre conçu comme un réseau ouvert et lié interlangue.

## Exemples
- Wikidata est la plus grande base de données libre éditée de manière collaborative qui respecte les standards du Linked data. Elle est hébergée par la Wikimedia Foundation. Placée sous licence Creative Commons Zéro[11].
- DBpedia en un des exemples les plus connus et de grande taille, qui a adopté les normes du réseau linked open data[12] et celles du Web sémantique, faisant qu'elle a rapidement été fortement interconnectée à d'autres dépôts du web de données tels que GeoNames, MusicBrainz, CIA World Factbook, le projet Gutenberg et Eurostat[12].  L'accès aux dépôt de données se fait avec des requêtes sur la base de données via SPARQL. Les informations étant stockées avec Resource Description Framework, on peut aussi récupérer des documents ressource en relation avec un concept directement via une URI, avec les formats CSV ou RDF (notamment via les formats N-Triple, N3, JSON, XML).
- Clean energy info portal : Pour Denise Recheis (experte autrichienne en gestion des connaissances), le  « Clean Energy info portal (www.reegle.info) et le wiki Energy Info (www.openEI.org) sont conçus comme des passerelles vers une « mine d'informations » sur les problématiques d'énergies renouvelables, d'efficacité énergétique et de changement climatique. Ils sont hébergés respectivement par REEEP (Renewabel Energy and Energy Efficiency Partnership) et NREL (National Renewable Energy Laboratory), deux organisations très engagées sur l'idée des données ouvertes et liées et qui en ont intégré les principes essentiels »[13].

## Initiative canadienne
Le gouvernement du Canada a lancé en 2016 un projet de Linked Open Data afin d'offrir un moyen plus excitant et accessible pour découvrir le patrimoine canadien. Le Réseau canadien d'information sur le patrimoine CHIN reprend le fonctionnement des données ouvertes liées dans le but d'augmenter la visibilité des collections de différents musées dont l'inventaire a été réalisé par Artefacts Canada. 
Huit musées ont participé à cette initiative: The Art Gallery of Greater Victoria, The Art Gallery of Nova Scotia, The Art Gallery of Ontario, le Musée McCord, The McMichael Canadian Art Collection, le Musée des beaux-arts de Montréal, le Musée des beaux-arts du Canada et The Vancouver Art Gallery.
Le CHIN permet ainsi aux utilisateurs de référencer les métadonnées sur un artiste, un groupe d'artistes ou une œuvre d'art avec des liens vers Artefacts Canada ou alors d'utiliser ces mêmes métadonnées pour référencer du contenu Web propre à l'utilisateur.